# 흑산적
흑산적(중국어: 黑山賊, 병음: Hēishān zéi)은 중국 후한말 시기 타이항산맥을 근거지로 했던 산적 연맹체로 그 총두령은 장연이었다.
185년 장우각(張牛角)이 이끄는 한 무리의 도적떼가 영도(癭陶)를 약탈했는데, 두령 장우각이 산병전 와중에 죽자 도적들은 부두령 저연(褚燕)을 두령으로 추대했다. 저연은 죽은 장우각의 뒤를 잇는다는 뜻으로 성을 장씨로 갈았으니 이 사람이 흑산적 총두령 장연이다. 장연은 타이항산맥 일대의 모든 산적들을 통합하고 흑산적이라는 연맹체를 조직하였다. 조직원들의 수는 점점 늘어나 백만 명에 이르렀다. 이때가 흑산적의 전성기로, 흑산적은 상당, 조, 중산, 상산, 하내의 5개 군현을 영향권으로 하는 강대한 세력을 자랑했다. 조정에서는 흑산적을 이겨내지 못해 흑산적 두령들에게 지방관직을 제시하며 회유할 정도였다. 총두령 장연은 평난중랑장으로 임명되었고 관리의 천거 권한이 주어졌는데 이는 사실상 장연의 자치를 허락한 것이었다. 십상시의 난 직전 하진과 원소는 십상시를 토벌하라고 하태후에게 압력을 넣기 위하여 정원을 시켜 맹진(孟津)을 불태우고 이것을 흑산적의 소행이라고 조작하기도 했다.
동탁이 정권을 잡을 때를 전후하여 회유성 관직을 받았던 흑산적들은 모두 쫓겨나고 도로 산적이 되었다. 동탁 토벌전으로 인해 한 제국이 군벌 할거의 시대로 들어가자 장연이 이끄는 흑산적은 유주군벌 공손찬과 제휴하여 공손찬의 적들을 공격했다. 191년 흑산적은 아직 원소 아래의 중소군벌 신세였던 조조의 동군(東郡)을 공격한 뒤 물러갔다. 193년 상반기에 원소와 대립하던 원술이 원소 계열의 형주군벌 유표에게 근거지를 빼앗기자 흑산적은 남흉노 선우 연제어부라와 함께 진류(陳留)로 가서 원술을 도왔다. 진류 역시 조조의 영토였는데, 조조는 흑산적과 흉노 연합군을 물리쳤다.
얼마 뒤에는 우독(于毒)이 이끄는 흑산적이 지역 반란민들과 결합해 원소의 근거지인 기주의 주도 업성을 공격하여 업성태수 율성(栗成)을 죽였다. 이 업성 공격으로 원소는 몹시 분노했고, 대대적인 흑산적 토벌에 나서 우독을 비롯한 많은 흑산적 두령들을 잡아 죽였다. 그러나 흑산적 총두령 장연은 흉노와 오환의 지원을 받고 있었기에 잡을 수 없었다. 흑산적과 기주군벌군 모두 막대한 피해를 입은 채 각자의 근거지로 철수하여 분쟁은 소강되었다.
원소의 산적 토벌로 남쪽의 흑산적은 소탕되었으나, 장연과 그 조직원들은 산맥 북쪽에서 계속 세력을 유지했다. 199년 역경성에 갇힌 공손찬이 장연에게 구원을 요청했으나, 장연과 흑산적은 이제 원소의 기주군벌군의 상대가 되지 못했다. 장연이 공손찬 지원을 위해 긁어모은 최후 전력인 10만 흑산적은 역경 전투에서 와해되고, 공손찬은 자살했다. 흑산적은 그 뒤로도 원소가 죽을 때까지 명맥을 유지하고 있다가, 205년 조조가 원소의 아들들을 모두 제거하자 산에서 내려와 조조에게 항복했다.

## 참고 자료
- de Crespigny, Rafe (1989). "Emperor Huan and Emperor Ling being the Chronicle of the Later Han dynasty for the years 157 to 189 AD as recorded in Chapters 54 to 59 of the Zizhi tongjian of Sima Guang". Volume 2. 보관됨 2008-08-11 - 웨이백 머신 Faculty of Asian Studies, The Australian National University, Canberra. ISBN 0-7315-0655-3.
- de Crespigny, Rafe (1996). "To Establish Peace: being the Chronicle of the Later Han dynasty for the years 189 to 220 AD as recorded in Chapters 59 to 69 of the Zizhi tongjian of Sima Guang". 보관됨 2008-08-11 - 웨이백 머신 Faculty of Asian Studies, The Australian National University, Canberra. 1996. ISBN 0-7315-2526-4.
- de Crespigny, Rafe (2007). 《A biographical dictionary of Later Han to the Three Kingdoms (23–220 AD)》. Brill. ISBN 978-90-04-15605-0.
- de Crespigny, Rafe (2010). 《Imperial warlord : a biography of Cao Cao 155-220 AD》. Leiden Boston: Brill. ISBN 978-90-04-18522-7.
- Sima, Guang. Zizhi Tongjian